# Ceratosanthes warmingii
Ceratosanthes warmingii är en gurkväxtart som beskrevs av Célestin Alfred Cogniaux. Ceratosanthes warmingii ingår i släktet Ceratosanthes och familjen gurkväxter. Inga underarter finns listade i Catalogue of Life.